# Joaquín Torres
Pour les articles homonymes, voir Torres.
Joaquín Torres, né le 28 janvier 1997 à Neuquén en Argentine, est un footballeur argentin. Il joue au poste de milieu offensif à l'Universidad Católica, en prêt de l'Union de Philadelphie.

## Biographie

### Jeunesse et formation
Natif de Patagonie, Torres fait ses premiers pas dans le football avec l'ACDC Patagonia. En 2010, et à seulement treize ans, il rejoint un club majeur en Argentine, les Newell's Old Boys avec l'espoir de devenir professionnel. Il signe avec l'équipe de Rosario après plusieurs essais ; le troisième étant concluant, cela amène au déménagement de toute la famille depuis la Patagonie. Il inscrit de nombreux buts avec les équipes de jeunes des Newell's Old Boys et ses performances lui valent d'être convoqué pour son premier camp préparatoire avec l'équipe professionnelle en janvier 2015, tout juste avant ses dix-huit ans.

### Premières années contrastées (2015-2019)

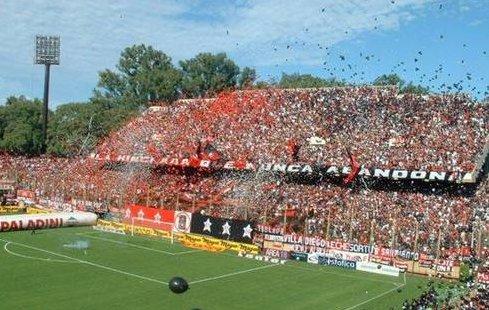
El Coloso où Torres évolue avec son club formateur.

C'est le 29 mars 2015 que Torres joue ses premières minutes avec les Newell's Old Boys à l'occasion d'un déplacement à Córdoba face au CA Belgrano (défaite 2-0). Ce n'est malgré tout qu'un an plus tard qu'il reverra les terrains avec l'équipe première pour deux rencontres, l'une en championnat face à Defensa y Justicia (défaite 0-1), l'autre en Coupe d'Argentine contre le CA Sansinena le 12 mai (victoire 5-2), entrant en fin de partie dans les deux cas.
Lors de la saison 2016-2017, Joaquín Torres n'obtient aucun temps de jeu de la part de son entraîneur Diego Osella. Cependant, la saison suivante est synonyme de révélation pour le jeune joueur argentin qui entre en jeu dès la première journée de championnat, le 28 août 2017, face à l'Unión de Santa Fe (1-1). Il obtient ensuite sa première titularisation dès la semaine suivante et inscrit son premier but en professionnel le 16 septembre 2017 dans une victoire 2-0 contre le Club Olimpo. En fin de saison, son équipe participe à la Copa Sudamericana 2018 mais se fait éliminer dès le premier tour face à la formation brésilienne de l'Athletico Paranaense tandis que Torres joue les deux rencontres.
Après une saison aboutie, l'exercice 2018-2019 doit être une confirmation pour Torres. Mais le joueur suscite un intérêt prononcé du Benfica Lisbonne qui souhaite, en juin 2018, lui proposer un contrat de cinq ans pour un montant de transfert évalué à 3,5 millions d'euros. Il ne rejoint finalement pas le club portugais et entame la saison avec les Newell's Old Boys principalement comme remplaçant, ne connaissant sa première et unique titularisation qu'à sa huitième apparition dans une rencontre face aux Argentinos Juniors le 29 octobre 2018 (victoire 2-0). Il joue finalement treize matchs pour un but avec son club formateur et ne semble pas capitaliser sur une saison réussie en 2017-2018.

### Premier prêt en Grèce (2019-2020)
Peinant donc à s'imposer avec les Newell's Old Boys, Torres est prêté au Volos FC, formation nouvellement promue en première division grecque, le 26 août 2019.
Cette première expérience à l'étranger commence de manière admirable puisque Torres inscrit un but dès sa première apparition et donne la victoire aux siens face à l'OFI Crète le 21 septembre 2019. Titularisé lors des trois rencontres suivantes, il inscrit un doublé contre l'Atromitos Athènes le 6 octobre (défaite 2-3) puis se fait de nouveau voir en marquant deux semaines plus tard face à l'AEK Athènes FC (défaite 3-2). Même si son équipe est en difficulté, l'Argentin enchaîne néanmoins les rencontres pendant la première moitié de saison.
Malheureusement, l'entraîneur Juan Ferrando (en) qui a propulsé l'équipe de troisième division à l'élite nationale en deux saisons est admis à un hôpital espagnol en raison de problèmes de santé et quitte ses fonctions le 2 janvier 2020,. Le départ de celui qui a fait venir Torres amène à une forte réduction de temps de jeu pour le jeune argentin qui doit se contenter de seulement trois titularisations en treize rencontres lors de la deuxième moitié de saison. La pandémie de Covid-19 bouleverse également la saison qui est abruptement suspendue le 13 mars 2020 et Torres ne participe qu'à une seule partie après la reprise du championnat en juin alors que son équipe est menacée de relégation. Le Volos FC ne disposant pas d'option d'achat assortie au prêt de Torres, le joueur est relégué au second plan, au bénéfice de jeunes locaux aspirant à des minutes de jeu avec l'équipe. Ainsi, Torres retourne en Argentine à l'été 2020 mais ne joue plus avec l'équipe première des Newell's Old Boys.

### Nouvelle opportunité à Montréal (2021-2022)
En début d'année 2021, Torres signe un nouveau contrat avec les Newell's Old Boys et prolonge ainsi son expérience jusqu'en décembre 2022,. Par la suite, le 4 février 2021, il est prêté gratuitement au CF Montréal qui dispose d'une option d'achat pour obtenir les services du jeune argentin de manière permanente. Bien qu'il ait continué les séances d'entraînements avec sa formation en Argentine, Torres manque de rythme compétitif et ne participe pas aux premières rencontres de sa nouvelle équipe.
Il foule les terrains avec le maillot montréalais pour la première fois le 8 mai 2021 lors d'un déplacement face aux Whitecaps de Vancouver, près d'un an après sa dernière rencontre qui remonte au 22 juin 2020 en Grèce, alors avec le Volos FC. Pour sa première titularisation après six entrées en jeu, Torres emmène Montréal vers une victoire 5-4 face au FC Cincinnati avec une passe décisive et un but pour le retour du public montréalais au Stade Saputo. Retrouvant une forme physique suffisante, Torres devient rapidement titulaire indiscutable au cours de l'été 2021 et la qualité de son partenariat avec son coéquipier Djordje Mihailovic est remarquée. L'entraîneur Wilfried Nancy confie alors que son joueur argentin, très important dans le secteur offensif, doit encore progresser dans le jeu, les phases de transition et éviter les pertes de balle.
Auteur de quatre buts et cinq passes décisives en vingt-quatre rencontres jusqu'en octobre 2021, Joaquín Torres est finalement transféré vers la franchise québécoise le 21 octobre 2021, son nouveau contrat de deux années démarrant au 1er janvier 2022.
Au cours de la saison 2022, Joaquín Torres voit son temps de jeu réduit à moins de 1 600 minutes en trente-trois rencontres. Il participe néanmoins à la belle performance de son équipe qui décroche une deuxième place dans la conférence Est — et troisième au général — au terme de la saison régulière.

### Nouvelle étape à Philadelphie (depuis 2023)
À l'aube de la saison 2023, le Union de Philadelphie s'attache les services de Joaquín Torres en contrepartie d'un montant d'allocation monétaire de 500 000 dollars et pouvant atteindre jusqu'à 800 000 dollars selon les performances de l'Argentin,,. Ernst Tanner, directeur sportif de Philadelphie loue les qualités de Torres qui apportera une nouvelle dimension au secteur offensif de son équipe.

## Palmarès
Lors de sa première saison au CF Montréal, Torres remporte le Championnat canadien, étant par ailleurs titulaire lors de la finale face au Toronto FC le 21 novembre 2021.

## Statistiques
| Saison                | Club                        | Championnat           | Championnat | Championnat | Coupe(s) nationale(s) | Coupe(s) nationale(s) | Compétition(s) continentale(s) | Compétition(s) continentale(s) | Compétition(s) continentale(s) | Séries | Séries | Total | Total |
| Saison                | Club                        | Division              | M.          | B.          | M.                    | B.                    | Comp.                          | M.                             | B.                             | M.     | B.     | M.    | B.    |
| 2015                  | Newell's Old Boys           | Primera División      | 1           | 0           | 0                     | 0                     | -                              | -                              | -                              | -      | -      | 1     | 0     |
| 2016                  | Newell's Old Boys           | Primera División      | 1           | 0           | 1                     | 0                     | -                              | -                              | -                              | -      | -      | 2     | 0     |
| 2016-2017             | Newell's Old Boys           | Primera División      | 0           | 0           | 0                     | 0                     | -                              | -                              | -                              | -      | -      | 0     | 0     |
| 2017-2018             | Newell's Old Boys           | Primera División      | 27          | 2           | 2                     | 1                     | CS                             | 2                              | 0                              | -      | -      | 31    | 3     |
| 2018-2019             | Newell's Old Boys           | Primera División      | 10          | 0           | 4                     | 1                     | -                              | -                              | -                              | -      | -      | 14    | 1     |
| 2020-2021             | Newell's Old Boys           | Pas de championnat    | -           | -           | 0                     | 0                     | -                              | -                              | -                              | -      | -      | 0     | 0     |
| Sous-total            | Sous-total                  | Sous-total            | 39          | 2           | 7                     | 2                     | -                              | 2                              | 0                              | -      | -      | 48    | 4     |
| 2019-2020             | Volos FC (prêt)             | Super League          | 23          | 5           | 3                     | 0                     | -                              | -                              | -                              | 1      | 0      | 27    | 5     |
| 2021                  | CF Montréal (prêt)          | MLS                   | 28          | 4           | 1                     | 0                     | -                              | -                              | -                              | -      | -      | 29    | 4     |
| 2022                  | CF Montréal                 | MLS                   | 27          | 3           | 1                     | 0                     | LCC                            | 4                              | 0                              | 1      | 0      | 33    | 3     |
| Sous-total            | Sous-total                  | Sous-total            | 55          | 7           | 2                     | 0                     | -                              | 4                              | 0                              | 1      | 0      | 62    | 7     |
| 2023                  | Union de Philadelphie       | MLS                   | 13          | 1           | 1                     | 0                     | LCC+LC                         | 4+4                            | 0                              | 1      | 0      | 23    | 1     |
| 2024                  | Universidad Católica (prêt) | Primera División      | 13          | 0           | 1                     | 0                     | CS                             | 1                              | 0                              | -      | -      | 15    | 0     |
| Total sur la carrière | Total sur la carrière       | Total sur la carrière | 144         | 15          | 14                    | 2                     | -                              | 15                             | 0                              | 3      | 0      | 176   | 17    |